# 仁愛大学
仁愛大学（じんあいだいがく、英: Jin-ai University）は、福井県越前市大手町3-1-1に本部を置く日本の私立大学。1898年創立、2001年大学設置。大学の略称は仁大（じんだい）。

## 建学の精神
浄土真宗の根本聖典である『仏説無量寿経』の「仁愛兼済」をモットーとする。

## 沿革
- 1898年 真宗誠照寺派浄覚寺 (鯖江市)の禿すみにより仁愛会教園（修業年限3年）創立
- 1924年 高等女学校令による福井仁愛高等女学校（修業年限4年）を設立
- 1951年 私立学校法による学校法人福井仁愛学園発足
- 1965年 仁愛女子短期大学開学
- 1966年 仁愛女子短期大学附属幼稚園開園
- 1982年 武生市大手町に仁愛女子短期大学武生キャンパス（現仁愛大学キャンパス）開設
- 1998年 仁愛学園創立100周年記念式典を挙行
- 2001年 仁愛大学 開学
  - 人間学部心理学科・コミュニケーション学科を設置
  - 仁愛女子短期大学を福井キャンパスに統合
- 2003年 心理臨床センター開設
- 2004年 多目的グラウンド・野球場建設完成
- 2005年 大学院人間学研究科開設
- 2009年 人間生活学部健康生活学科・子ども教育学科を設置

## 学部・学科
- 人間学部
  - 心理学科
  - コミュニケーション学科
- 人間生活学部
  - 健康栄養学科
  - 子ども教育学科

## 大学院
- 人間学研究科（修士課程）

## 系列校
- 仁愛女子短期大学
- 仁愛女子高等学校
- 仁愛女子短期大学附属幼稚園

## 大学関係者
- 学園長 禿了滉（元福井県教育委員長）
- 理事長 禿了修（真宗誠照寺派浄覚寺住職)
- 学長 田代俊孝（仏教学者、生命倫理学者、同朋大学名誉教授）
- 谷出千代子（児童文学者、名誉教授）

### 主な卒業生
- 波多野翼（衆議院議員）
- 佐々木愛（フリーアナウンサー）

## 対外関係
- 2007年6月に越前市と「包括連携協定」を締結。
- 2008年2月に越前市と「災害時における協力体制に関する協定」を締結。
- 2017年3月に越前市立図書館と仁愛大学附属図書館において「相互利用協定」を締結。

### 他大学との協定

#### 国外
- カリフォルニア州立大学フラトン校（アメリカ・カリフォルニア州・フラートン）

## 交通アクセス
- 福井鉄道福武線 たけふ新駅、 ハピラインふくい線 武生駅から、福井鉄道（福鉄バス）入谷線「入谷」行きで約20分、「仁愛大学前」下車。平日5往復、土・休日3往復。
- 本学シャトルバス - 武生駅より約15分、北陸新幹線 越前たけふ駅より約5分。
- E8 北陸自動車道 武生ICから約3 km。